# Per-Åge Skrøder
Per-Åge Skrøder (* 4. August 1978 in Sarpsborg) ist ein ehemaliger norwegischer Eishockeyspieler, der über viele Jahre bei MODO Hockey Örnsköldsvik in der schwedischen Svenska Hockeyligan (bis 2014 Elitserien) unter Vertrag stand. Mit mehr als 800 Spielen und über 500 Punkten ist er der Spieler ausländischer Herkunft, der die meisten Punkte erzielt und die meisten Spiele in der Svenska Hockeyligan gespielt hat.  Für die norwegische Eishockeynationalmannschaft absolvierte er eine Vielzahl von internationalen Turnieren, unter anderem 14 Weltmeisterschaften sowie die Olympischen Winterspiele 2010 und 2014.

## Karriere
Per-Åge Skrøder begann seine Karriere als Eishockeyspieler bei Sparta Sarpsborg, für die er in der Saison 1994/95 in der Eliteserien aktiv war. Anschließend spielte er zwei Jahre lang für deren Ligarivalen Lillehammer IK, ehe er für eine weitere Spielzeit zu Sparta Sarpsborg zurückkehrte. Im Sommer 1998 unterschrieb der Norweger einen Vertrag bei Västra Frölunda HC in der schwedischen Elitserien, für die er die folgenden beiden Jahre spielte. Nachdem er in der Saison 2000/01 für Linköpings HC auf dem Eis stand, spielte Skrøder von 2001 bis 2005 insgesamt vier Jahre lang für HV71 Jönköping, mit dem er 2004 erstmals in seiner Karriere Schwedischer Meister wurde.
Vor der Saison 2005/06 wurde Skrøder von Södertälje SK unter Vertrag genommen, das er nach nur einem Jahr wieder verließ, um für MODO Hockey Örnsköldsvik zu spielen, mit dem er 2007 zum zweiten Mal in seiner Laufbahn Schwedischer Meister wurde. Besonders in der Saison 2008/09 konnte er bei MODO überzeugen, als er sowohl die Håkan Loob Trophy als bester Torschütze der Elitserien erhielt und Topscorer der Liga war.
Nach elf Spielzeiten bei MODO Hockey gab Skrøder am 4. Juni 2017 bekannt, dass er seine Eishockeykarriere beendet hätte. Während seiner letzten aktiven Saison bestritt er auch eine Reihe von Spielen für die Sparta Warriors in der GET-Ligaen und Örnsköldsvik Hockey in der Hockeyettan.

### International
Für Norwegen nahm Skrøder im Juniorenbereich an der U18-Junioren-Europameisterschaft 1995 und 1996 sowie der U20-Junioren-B-Weltmeisterschaft 1997 teil.
Für die Herren-Nationalmannschaft debütierte er am 26. April 1997 im Rahmen der Weltmeisterschaft 1997 gegen Kanada. In den folgenden Jahren stand er im Aufgebot seines Landes bei den B-Weltmeisterschaften 1998, 2002, 2003 und 2004 sowie bei den A-Weltmeisterschaften 1999, 2000, 2006, 2008, 2009, 2011, 2012, 2013 und 2014. Darüber hinaus nahm er an den Olympischen Winterspielen 2010 in Vancouver und 2014 in Sotschi teil. Insgesamt absolvierte er 113. offizielle Länderspiele für Norwegens Herren-Nationalteam, kam darüber hinaus jedoch bei zahlreichen Freundschafts- und Vorbereitungsspielen zum Einsatz.

## Erfolge und Auszeichnungen
- 2001 Aufstieg in die Elitserien mit dem Linköpings HC
- 2002 Norwegens Spieler des Jahres
- 2004 Schwedischer Meister mit HV71 Jönköping
- 2007 Schwedischer Meister mit MODO Hockey Örnsköldsvik
- 2009 Topscorer der Elitserien
- 2009 Håkan Loob Trophy
- 2009 Norwegens Spieler des Jahres

### International
- 2003 Bester Torschütze der Weltmeisterschaft der Division I, Gruppe B (gemeinsam mit Espen Knutsen)

## Karrierestatistik
(Legende zur Spielerstatistik: Sp oder GP = absolvierte Spiele; T oder G = erzielte Tore; V oder A = erzielte Assists; Pkt oder Pts = erzielte Scorerpunkte; SM oder PIM = erhaltene Strafminuten; +/− = Plus/Minus-Bilanz; PP = erzielte Überzahltore; SH = erzielte Unterzahltore; GW = erzielte Siegtore; 1 Play-downs/Relegation; Kursiv: Statistik nicht vollständig)